# Kulung
Kulung (nepalski: कुलुङ) – gaun wikas samiti we wschodniej części Nepalu w strefie Kośi w dystrykcie Bhojpur. Według nepalskiego spisu powszechnego z 2001 roku liczył on 826 gospodarstw domowych i 4193 mieszkańców (2168 kobiet i 2025 mężczyzn).